# Mario Rapoport
Mario Rapoport (Buenos Aires, 1 de julio de 1942) es un economista, historiador, especialista en relaciones internacionales y escritor argentino.

## Biografía
Hizo sus estudios universitarios de Economía en la Universidad de Buenos Aires y se doctoró en Historia en la Universidad de La Sorbona (en París). Se especializó en los campos de la Historia Económica y de la Historia de las Relaciones Internacionales, donde es un referente en su país y en el exterior para los períodos más álgidos del siglo XX y XXI.
Rapoport es profesor emérito de la Universidad de Buenos Aires, investigador superior del CONICET y doctor honoris causa de la Universidad Nacional de San Juan. Dirige el Instituto de Estudios Históricos, Económicos, Sociales e Internacionales (IDEHESI) del Conicet-UBA y ha ocupado varios cargos institucionales en su universidad. Fue también vicepresidente de la Commission of History of International Relations perteneciente al International Committee of Historical Sciences y Presidente de la Asociación Argentina de Historia de las Relaciones Internacionales, que ha contribuido a crear. Es profesor emérito en el Instituto del Servicio Exterior de la Nación.
Fue uno de los fundadores del Grupo Fénix de economistas heterodoxos y dirige asimismo una maestría en historia económica y una revista académica reconocida internacionalmente (Ciclos en la Historia, la Economía y la Sociedad).
Sus trabajos se distinguen por haber abierto un camino en la investigación de ciertos temas, como la historia de las relaciones entre Argentina, Estados Unidos y Reino Unido en la Segunda Guerra Mundial.
Por un artículo en la revista Hispanic American Historical Review ganó el premio James Alexander Robertson Memorial de la Conference on Latin American History. También es conocido por su monumental e influyente Historia económica, política y social de la Argentina con una visión interdisciplinaria que «retoma la tradición histórica de autores como Braudel, Bairoch y Cipolla y logra una presentación abarcadora de la historia, en este caso de la Argentina […] que ratifica la calidad y la importancia de su obra».
Su interés se enfoca también en la elaboración de estudios sobre el continente latinoamericano y la integración regional, así como en el análisis de la historia económica mundial, especialmente de los ciclos y las crisis económicas. En uno de sus últimos libros, En el ojo de la tormenta… (2013) pone de relieve la articulación entre la economía, la política, la teoría económica y la evolución de los intereses y sectores involucrados.
Los considerandos de una de sus más importantes distinciones, el premio bianual 2013-1014, otorgado por el Ministerio de Cultura (Argentina) al historiador más destacado del bienio en temas nacionales, señalan su trayectoria en la investigación, elaboración y difusión de la Historia de la Relaciones Exteriores y de la Economía Argentina y su compromiso con un pensamiento nacional propio.
De su libro Bolchevique de salón, Premio Nacional, el sociólogo Eduardo Grüner comenta: «Agradezco a Mario que haya escrito este libro fantástico porque puede perfectamente cumplir un doble papel, se puede leer como una buena novela y, al mismo tiempo como un texto muy documentado para estudiar, para abrir discusiones y problemas, para volver a repensar una parte crucial de la historia política e intelectual del siglo XX».
Rapoport fue investigador o profesor invitado en el International Wilson Center for Scholars de Washington D. C. y en las universidades Hebrea de Jerusalén, París XIII, París I, Grenoble, New South Wales (Australia), Brasilia, Campinas, Austin (Texas) y Complutense de Madrid. Además dio conferencias en centros académicos de Estados Unidos, Europa, Australia y América Latina. Ha tenido a su cargo numerosos proyectos de investigación, la formación de grupos de trabajo, becarios, doctorandos e investigadores.
En cuanto a sus obras, es autor de numerosos libros, ensayos y artículos para libros y revistas científicas en Argentina y en el exterior y ha realizado obras literarias (poesía, novelas). Tiene columnas de opinión en diversos diarios y revistas de actualidad. Colaboró como asesor histórico de la exposición Economía y Política, 200 años de historia, exhibida en ocasión del Bicentenario de la Revolución de Mayo en la ciudad de Buenos Aires, y otras ciudades del interior.

Hay diferentes maneras de interpretar la historia y todas tienen como premisa una revisión de ella. El material con el que nos manejamos no es una caja vacía, como la página en blanco que el novelista debe llenar con su imaginación, pero tampoco esta llena de certezas. Predominan numerosos interrogantes.
Mario Rapoport

Actualmente, se desempeña como miembro del Directorio del Fondo Nacional de las Artes. Además, dirige el Foro 2020 Visión Argentina, un ciclo de encuentros organizados en colaboración con la Organización de Estados Iberoamericanos en los que referentes de distintas disciplinas dialogan sobre temáticas diversas.

## Premios y distinciones
- Premio Nacional del Ministerio de Cultura de la Nación Argentina, en la sección Ensayo Político para el período 2011-2014 por su libro Bolchevique de salón. Vida de Félix J. Weil, el fundador argentino de la Escuela de Frankfurt, 2015.[10]
- Premio bianual José María Rosa 2013-2014 del Ministerio de Cultura de la Nación Argentina, como destacado historiador, ensayista y pensador de la Historia Nacional, 2014.
- Premio Democracia al Pensamiento Argentino, 2013.
- Premio de la Universidad del Salvador por sus valiosos aportes al Estudio de las Relaciones Internacionales, 2013.
- Premio a la Enseñanza y a la Investigación, Facultad de Ciencias Sociales, UBA, 2011.
- Premio de la Universidad Nacional de La Plata por sus contribuciones en el campo de la Política Exterior Argentina, 2011.
- Profesor Honoris Causa de la Universidad Nacional de San Juan, 2009.
- Premio a la Trayectoria Académica, Facultad de Ciencias Económicas, UBA, 2009.
- Huésped de Honor de la Provincia de Catamarca, 2007.
- Premio Bernardo Houssay a la investigación científica. Consejo Nacional de Investigaciones Científicas y Técnicas de la República Argentina, 1987.
- Fellowship del Woodrow Wilson International Center for Scholars, Washington D. C., 1986
- Premio "James Alexander Robertson Memorial" de la Conference on Latin American History de los Estados Unidos, 1986.
- Becas de Estudios del Social Science Research Council de Nueva York, de la OEA, de la Fundación Thalmann-UBA, de la Fundación Adenauer, de los gobiernos de Francia, Canadá y Brasil.

## Libros publicados
- Foro Visión Argentina 2020-21. Las desigualdades económicas y culturales en el capitalismo actual. El coronavirus, la crisis y la globalización neoliberal. Dirección y compilación, Fondo Nacional de las Artes, 2022.*
- Política internacional argentina. De la formación nacional hasta nuestros días, Buenos Aires, Ed. Capital Intelectual, Edición ampliada y actualizada, 2020.
- Parece cuento que la Argentina aún exista. La crisis del neoliberalismo en el espejo del mundo y de la historia, Ed. Octubre, Buenos Aires, 2020.
- Historia económica, social y política Argentina (1880-2003), Ed. Planeta, Buenos Aires, 2020, 1040 pp.
- Política internacional argentina. De la formación nacional hasta nuestros días, Ed. Capital Intelectual, 2017, 256 pp.
- Historia oral de la política exterior argentina (1966-2016), Ed. Octubre, Buenos Aires, 2016, 905 pp.
- Historia oral de la política exterior argentina (1930-1966), Ed. Octubre, Buenos Aires, 2015, 655 pp.
- Bolchevique de salón. Vida de Félix J. Weil, el fundador argentino de la Escuela de Frankfurt, Ed. Debate, Buenos Aires, 2014, 569 pp.
- Los Proyectos de Nación en la Argentina. Modelos económicos, relaciones internacionales e identidad, en colaboración con Figallo, B., Buchrucker C., Brenta, N., Edicon, Buenos Aires, 2014, 567 pp.
- En el ojo de la tormenta. La economía política argentina y mundial frente a la crisis, Fondo de Cultura Económica, Buenos Aires, 2014, 480 pp.
- Historia económica, política y social de la Argentina, 1880-2003, Editorial Emecé, Buenos Aires, 2012, 1037 pp. 12 ediciones.
- Argentina-Brasil. De rivales a aliados. Política, economía y relaciones bilaterales, en colaboración con Eduardo Madrid, Editorial Capital Intelectual, Buenos Aires, 2011, 360 pp.
- Las grandes crisis del capitalismo contemporáneo, en colaboración con Noemí Brenta, Editorial Le Monde Diplomatique-Capital Intelectual, Buenos Aires, 2010, 364 pp.
- Las políticas económicas de la Argentina. Una breve historia, Editorial Booket, Buenos Aires, 2010, 511 pp.
- Relaciones tumultuosas. Estados Unidos y el primer peronismo, en colaboración con Claudio Spiguel, Ed. Emecé, Buenos Aires, 2009, 522 pp.
- Historia de la Economía Argentina del Siglo XX, En colaboración con Alfredo Zaiat, Ed. Página/12, Buenos Aires, 2008, 1056 pp.
- Buenos Aires. Historia de una ciudad, De la modernidad al siglo XXI, Sociedad, política, economía e historia, en colaboración con María Seoane, 2 tomos, Editorial Planeta, Buenos Aires, 2007, 825 y 876 pp.
- Nación-Región-Provincia en Argentina. Pensamiento político, económico y social, en colaboración con Hernán Colombo (comp.), Buenos Aires, Imago Mundi, 2007.
- El viraje del siglo XXI. Deudas y desafíos en la Argentina, América Latina y el mundo, Editorial Norma, Buenos Aires, 2007, 430 pp.
- Política exterior argentina. Poder y conflictos internos, 1880-2001, en colaboración con Claudio Spiguel, Capital Intelectual, Buenos Aires, 2005, 96 pp.
- Crónicas de la Argentina sobreviviente. EL presente en el espejo de la historia (editor), Buenos Aires, Norma, 2004.
- Tiempos de crisis, vientos de cambio. La Argentina y el poder global, Buenos Aires, Norma, 2002.
- El Cono Sur. Una historia común, en colaboración con Amado Luiz Cervo (comp.), Fondo de Cultura Económica, Buenos Aires, 2002, 368 pp.
- Historia económica, política y social de la Argentina, 1880-2000, Editorial Macchi, Buenos Aires, 2000, 1.168 pp.
- História do Cone Sul, en colaboración con Amado Luiz Cervo (org.), Editora UnB-Editora Revan, Río de Janeiro, 1998, 335 pp.
- Crisis y liberalismo en la Argentina, Editores de América Latina, Buenos Aires, 1998, 208 págs.
- Les Etats-Unis et l'Argentine de Perón, en colaboración con Claudio Spiguel, L'Harmattan, París, 1998, 344 pp.
- El Laberinto Argentino. Política Internacional en un Mundo Conflictivo, Eudeba, Bs. As., dic. 1997, 436 pp.
- Discriminación y Racismo en América Latina, en colaboración con Ignacio Klich (comp.), GEL, Bs. As., 1997, 480 pp.
- Globalización, Integración e Identidad Nacional, Análisis Comparado Argentina-Canadá (Comp.), GEL-UBA, Bs. As., 1994, 384 pp.
- ¿Aliados o Neutrales?. La Argentina frente a la Segunda Guerra Mundial, Editorial Universitaria de Buenos Aires, Bs. As., 1988, 360 pp.
- Economía e Historia, Contribuciones a la Historia Económica Argentina (Compilador), Ed. Tesis, 1988 (3 ediciones) 450 pp.
- Política y Diplomacia en la Argentina, las relaciones con EE.UU. y la URSS, Instituto Di Tella-Tesis, Bs. As., 1987, 141 pp.
- De Pellegrini a Martínez de Hoz: el Modelo Liberal, Buenos Aires, Centro Editor de América Latina, 1984.
- Gran Bretaña, Estados Unidos y las Clases Dirigentes Argentinas, 1940-1945, Editorial de Belgrano, Buenos Aires, 1981, 313 pp.

## Obras literarias
- Mis Cantos Secretos, Poesía, Ed. Vinciguerra, Buenos Aires, 2021, 128 pp.
- Blues de la utopía. Una autobiografía poética, Poesía, Ed. Imago Mundi, Buenos Aires, 2016, 128 pp.
- Orillas del Tiempo, Poesía, Buenos Aires. Editorial Encuentro, 1977
- Nunca es tarde para Morir Mr Braden", Novela, Ed.Punto de Encuentro, Buenos Aires, 2017, 231pp.

## Algunos capítulos en libros y artículos en revistas
- "The Argentine Foreign Debt. A Recursive Trap in Two Hundred Years fighting for Sovereignity". Con Noemí Brenta, p. 103-135, en Setbaks and Advances in the.Moderns Latin American Economy, T 3 Colección de Ed. Routledge: Studies in the History of the Americas.”New Struggle for Independence in Modern Latin America” Londres 2022, Editada por Pablo Baisotti.
- "La importancia de la historia en el estudio es las relaciones internacionales y de la política exterior argentina. Los principios de la escuela sociohistorica de las relaciones internacionales", pp 63-70, en J.P. Laporte compilador, Manual de política exterior argentina, Eudeba, Buenos Aires, 2022.
- "Homenaje a los 30 años de la Revista Ciclos y a su fundador, Mario Rapoport" pp.5-48. Ciclos en la historia, la economía y la sociedad, Nº 58, primer semestre de 2022.
- «Los orígenes de la guerra fría y la geopolítica del sistema económico y monetario internacional» en Ciclos en la historia, la economía y la sociedad, Nº55 segundo semestre 2020, pp. 7-42.
- «Manuel Belgrano: el primer estadista» en Caras y Caretas, febrero de 2020, pp. 36-39.
- «La teoría de la decadencia económica y el neoliberalismo argentino» en Ciclos en la historia, la economía y la sociedad, N.º 53, segundo semestre 2019, pp. 73-108.
- "De las relaciones entre Argentina y Estados Unidos, Revista Foreign Affairs Latinoamérica, Instituto Tecnólogico Autónomo de México, 2017, 8 pp.
- «Raúl Prebisch: Historia, pensamiento y vigencia de la teoría de la transformación para el desarrollo de América Latina», con Sebastián Guiñazú, en Revista Tiempo&Economía, 2016, vol. 3, issue 2, Bogotá, pp. 55-77.
- «Félix Weil, Jorge Schvarzer y el enigma argentino». Documento de trabajo N.º 39, CESPA, FCE, UBA, 2014, 19 pp.
- «La deuda externa argentina y la soberanía jurídica: sus razones históricas», en Ciclos en la historia, la economía y la sociedad, N.º 42-43, año 2014, pp. 3-43.
- «La Primera Guerra Mundial y el comercio de granos en la Argentina. Neutralidad y puja anglo-germana», con Ricardo Lazzari, en Revista de la Bolsa de Comercio de Rosario, Año CIII – 1522, mayo de 2014, pp. 38-44.
- «Guerra y diplomacia: El caso de las Malvinas» en Agustín Romero (comp.), Malvinas un anacronismo colonial, Buenos Aires: Editorial Honorable Cámara de Diputados de la Nación en, 2014; pp. 165-178.
- «Problemática y desarrollo de la Historia de las Relaciones Internacionales en América Latina y en la Argentina desde fines del siglo XX» en Il Político, Rivista italiana di scienze politiche, n.º 3, Università degli Studio di Pavia, 2013; pp. 84-100.
- «La complicidad de las cámaras patronales agropecuarias con la dictadura militar de 1976» con Alfredo Zaiat en Cuentas pendientes: Los cómplices económicos de la dictadura, H. Verbitsky y J. P. Bohoslavsky (ed.), Buenos Aires: Siglo XXI, 2013; pp. 299-314.
- «The view from Argentina, part I: Expropiation was right», artículo en inglés en la revista Financial Times, 20 de abril de 2012.
- «La crisis económica mundial: ¿el desenlace de cuarenta años de inestabilidad?» con Noemí Brenta en Problemas del Desarrollo, Revista Latinoamericana de Economía, V. 41, N.ª 163, octubre-diciembre de 2010, México: Universidad Nacional Autónoma de México: pp. 7-30.
- «Le rôle du Fond Monétaire International à l’origine du grand essor de la dette extérieure mondiale. Les accords de 1976 entre le FMI, l’Argentine et le Mexique», con E. Gracida y N. Brenta, en París: Économie et Sociétés, N°42, junio de 2010; pp. 987-1030.
- «Argentina: economy and international policy. Historical processes», en Diplomacia, Estratégia & Política (DEP), N° 10, Itamaraty, Brasilia, octubre-diciembre de 2009; pp: 27-51.
- «La Argentina y el Plan Marshall: promesas y realidades» con Claudio Spiguel, en Revista Brasileira de Política Internacional, Volume 52, N°1, Brasilia, 2009; pp, 5-28.
- «Corazones de izquierda, bolsillos de derecha: el New Deal, el origen del FMI y el fin de la gran alianza en la posguerra», con Florencia Médici, en Desarrollo Económico, Vol. 46, Buenos Aires, enero-marzo de 2007, N° 184; pp. 505-537.
- «Etapas y crisis en la historia económica argentina (1880-2005)», en Oikos, Revista de la Escuela de Administración y Economía de la Universidad Católica Cardenal Raúl Silva Henríquez, Santiago de Chile, año 10, N° 21, primer semestre de 2006, pp. 55-88.
- «Relaciones internacionales e historia económica: un análisis sobre la historiografía reciente», en Jorge Gelman (comp), La historia económica argentina en la encrucijada. Balances y perspectivas, Buenos Aires,, Prometeo 2006; pp. 309-332.
- «Globalisation et régionalisation dans l’histoire relations internationales. La discussion théorique et les problèmes de l’Amérique Latine», en Joan Beaumont y Alfredo Canavero (eds.), Globalization, Regionalization and the History of International Relations, Milán: Edizioni Unicopli and Deakin University, 2005; pp.21-34.
- «Historical causes of the Argentine crisis», en JILAS~ Journal of Iberian and Latin American Studies, Melbourne: Le Trobe University, Vol. 11, N° 2, diciembre de 2005; pp.53-73.
- «Modelos económicos, regímenes políticos y política exterior argentina», en colaboración con Claudio Spiguel, en José Flávio Sombra Saraiva (ed.), Foreign Policy and Political Regime, Brasilia: Instituto Brasileiro de Relações Internacionais, 2003: pp. 169-235.
- «Globalización y relaciones internacionales: los desafíos del siglo XXI», en Estevão Chaves de Resende Martins (org.), Relações Internacionais. Visões do Brasil e da América Latina, Brasilia_ IBRI-FUNAG, Univers. de Brasilia, 2003; pp.37-62.
- «El FMI y la Argentina de los 90. De la hiperinflación a la hiperdesocupación», con Noemí Brenta, en Naum Minsburg (comp.), Los guardianes del dinero. Las políticas del FMI en la Argentina, Buenos Aires: Norma, 2003; pp. 67-109.
- «Entre le Mercosur et l’ALCA. L’Argentine et le protectionnisme des États-Unis», en Alternatives Sud, Vol. X 1, Louvain: Centre Tricontinental, Louvain-La Neuve., 2003; pp.101-121.
- «Hemispheres of Influence: The United States, Argentina and the End of the First Perón Government, 1953-1955», con Claudio Spiguel, en Dale Carter y Robin Clifton: War and Cold War in American Foreign Policy, 1942-62, Londres: Palgrave, 2002; pp. 179-210..
- «Davos y anti-Davos: un replanteo de la globalización»; en Hacia el Plan Fénix. Una alternativa económica, Facultad de Ciencias Económicas, UBA. Buenos Aires: Ed. Prometeo-FUA, 2002; pp. 119-144.
- «El Plan de Convertibilidad y la economía argentina (1991-1999)», Economia e Sociedade, Revista do Instituto de Economía da Unicamp, Campinas, N.º 15, febrero de 2001, pp. 15-47.
- «La Argentina, Brasil y la integración regional», en História economica & história de empresas, III, 2, San Pablo, Brasil, 2000; pp. 125-179.
- «National State, Communities of European Origin and Argentine Foreign Policy», con C. Crisorio, en Commission of History of International Relations, Multiculturalism and the History of International Relations, Montreal: Unicoppli-Les Presses Universitaires Canadiennes, 2000; pp. 243-268.
- «Los Estados Unidos ante el Brasil y la Argentina: los golpes militares de la década del 60», con Rubén Laufer, en Estudios Interdisciplinarios de América Latina y el Caribe, Universidad de Tel-Aviv, Vol. 11, N° 2,, 2000; pp. 63-91.
- «Le Mercosur: la construction historique d´un espace regional», en Cahiers des Ameriques Latines, N° 27, París: Institut des Hautes Etudes de l´Amérique Latine, 1999: pp. 89-100.
- «Argentina in Turmoil: The Politics of the Second World War», en Patterns of Prejudice, vol. 31, N.º 3, Londres, 1997; pp. 35-50.
- «La globalización económica: ideologías, realidad, historia», en Ciclos en la historia, la economía y la sociedad, N.º 12, 1.er semestre de 1997, pp. 3-42.
- «Guerra das Malvinas e política exterior argentina: a visão dos protagonistas», en Revista Brasileira de Política Internacional, Año 39, N.º 1, 1996; pp. 132-157.
- «1930-1945, Imágenes de la política exterior argentina. Tres enfoques tradicionales», en Ruth Jalabe, Consejo Argentino para las Relaciones Internacionales, La política exterior argentina y sus protagonistas (1880-1995). Buenos Aires: GEL; pp. 39-54. * «Argentina y la Segunda Guerra Mundial: mitos y realidades», Estudios Interdisciplinarios de América Latina y el Caribe, Universidad de Tel-Aviv, Vol. 6, N.º 1, enero-junio de 1995; pp. 5-21.
- «La Neutralité Argentine dans la Seconde Guerre Mondiale», en Jukka Nevakivi (Ed.), Neutrality in History, Finnish Historical Society, Helsinki, Finlandia, 1993; pp. 235-252.
- Capítulo «Argentina», en Latin America between the Second World. War and the Cold War, 1944-1948, L. Bethell y I. Roxborough (Ed.), Cambridge University Press, 1992; pp. 92-119.
- «South America and the Great Powers in the 20th Century: Historical Reflections on the Cases of Argentina and Brazil», en Estudios Latinoamericanos, Polska Akademia Nauk, Instyut Historii, N.º 14, II parte, Varsovia, 1992; pp. 65-72.
- «¿Una teoría sin historia? El estudio de las relaciones internacionales en cuestión», en Revista Ciclos en la historia, la economía y la sociedad, N.º 3, 2.º semestre de 1992, pp. 147-160.
- «Historia oral de la política exterior argentina (1945-1983): un enfoque metodológico», con G. Sánchez Cimetti, en Inter-American Review of Bibliography, OEA, Washington D. C., Vol. XLI, N° 2, 1991; pp. 211-223.
- «Foreign and Domestic Policy in Argentina during the Second World War», en Guido Di Tella, D.C. Watt (Ed.), Argentina between the Great Powers, 1939-1946, Oxford: St. Antony's-Macmillan, 1989; pp. 77-105.
- «Las relaciones argentino-soviéticas en el contexto internacional, un análisis histórico», Washington D. C.: The Wilson Center, Latin American Program, Working Papers, N° 173, 1986; 34 pp.
- «Argentina and the Soviet Union: History of Political and Commercial Relations (19l7-1955)», en Hispanic American Historical Review, Vol 66, Number 2, Durham, may 1986; pp. 239-286.
- «La política británica en la Argentina a comienzos de la década de 1940», en Desarrollo Económico, Vol. 16, N° 62, Buenos Aires, julio-septiembre de 1976; pp. 203-228.